# Карл Том (льотчик)
Карл Том (нім. Karl Thom; 19 травня 1893, Фрейштадт — 3 березня 1945, Піллау) — німецький льотчик-ас, лейтенант Прусської армії, трупфюрер СС, оберстлейтенант резерву люфтваффе. Кавалер ордена Pour le Mérite.

## Біографія
В 1911 році записався на трирічну військову службу і був направлений в 5-й гусарський полк. Коли почалася Перша світова війна, він служив у кінно-єгерському полку №10. Був поранений у бою 18 листопада 1914 року, а після одужання у червні 1915 року переведений в авіацію.

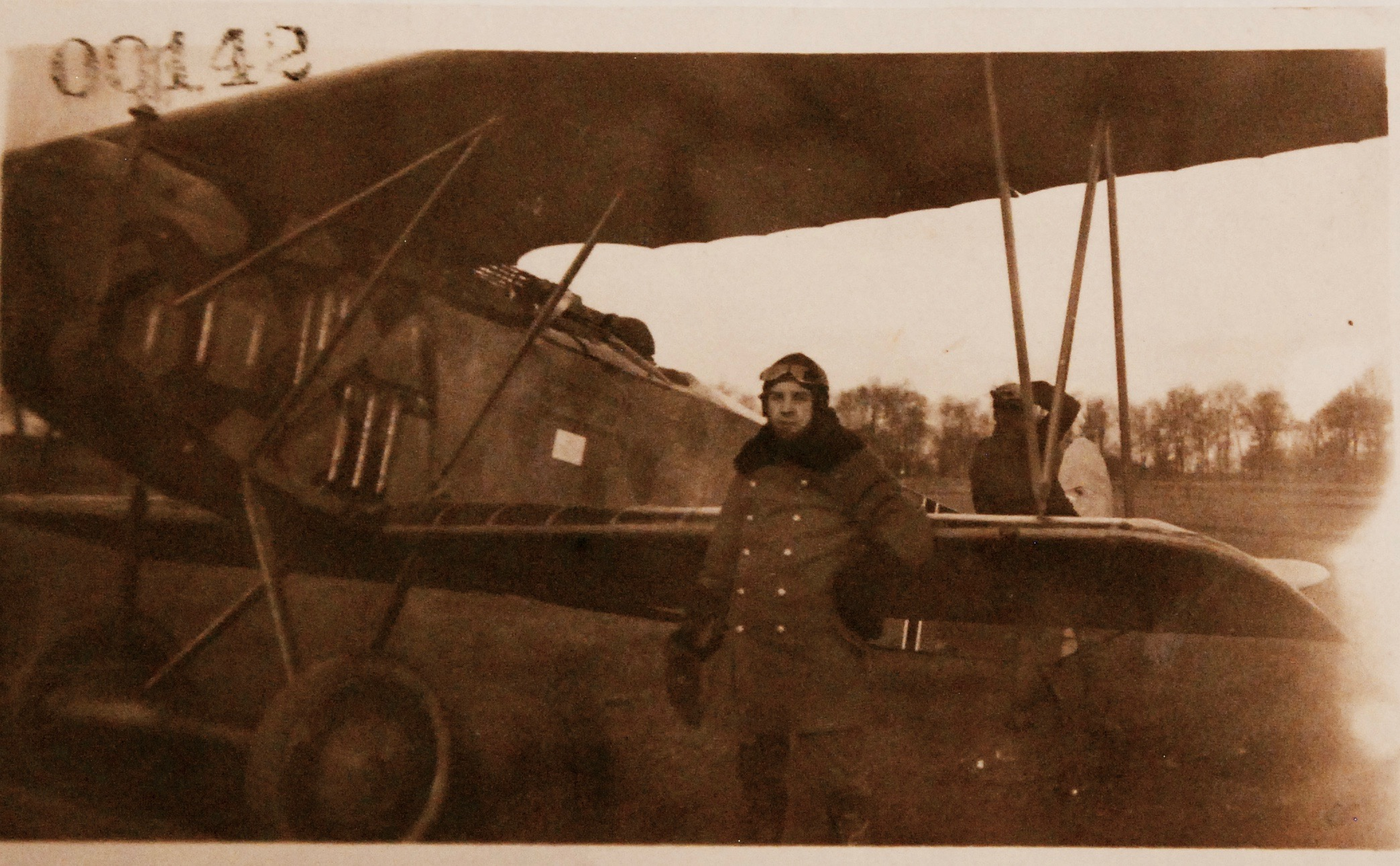
Лейтенант Том біля Fokker D.VII (1918).

Після підготовки на пілота призначений в 216-й польовий льотний дивізіон, що діяв на Вогезькому секторі фронту, але 16 травня 1916 року розбив літак і отримав травму. В жовтні був направлений на Румунський фронт у 48-й польовий льотний дивізіон. Там льотчик був збитий в одному з вильотів і потрапив у полон, але зумів втекти і повернувся до своєї частини. Після недовгої служби у 234-му льотному дивізіоні 24 квітня 1917 року Том був направлений у винищувальну льотну школу, а 15 травня отримав призначення в 21-шу винищувальну ескадрилью. 23 грудня 1917 року під час атаки на аеростат був поранений. 24 січня 1918 року повернувся в 21-шу винищувальну ескадрилью. До 7 серпня 1918 року на його бойовому рахунку значилося вже 17 перемог, проте 3 чотири дні отримав тяжке поранення. 5 листопада 1918 року німецький ас повернувся до своєї ескадрильї, де й застав кінець війни. На бойовому рахунку льотчика було 27 повітряних перемог, ще 1 перемога залишилась непідтвердженою.
Після демобілізації воював в Балтії у складі фрайкору в якості льотчика-розвідника. В квітні 1919 року звільнився. В 1933 році вступив в НСДАП і СС й був зарахований в 39-й штандарт СС. В 1936 році вступив в люфтваффе. Окрім цього Том був обласним керівником Націонал-соціалістичного союзу допомоги жертвам війни. В 1938 році безуспішно балотувався в рейхстаг.
З 1939 року — льотний керівник авіабази Грауденц. З лютого 1940 року служив в командуванні авіабази Єссау. З липня 1943 року — комендант аеродрому Гердауен, з 9 жовтня 1943 року — авіабази B 21/I в Кенігсберзі, з 1 квітня 1944 року — А(о)4/I (з вересня 1944 року — E(v)217/I) в Проверені. Був важко поранений під час радянського авіаналоту на Проверен. Помер у шпиталі і був похований на військовому цвинтарі Піллау.

## Звання
- Унтерофіцер (4 вересня 1914)
- Віцефельдфебель (24 липня 1916)
- Заступник офіцера (січень 1918)
- Лейтенант (28 серпня 1918)
- Оберлейтенант резерву (1936)
- Гауптман резерву (1939)
- Майор резерву (жовтень 1940)
- Оберстлейтенант запасу (квітень 1944)

## Нагороди
- Залізний хрест
  - 2-го класу (листопада 1914)
  - 1-го класу (листопад 1916) — за успішну втечу з полону.
- Нагрудний знак військового пілота (Пруссія) (8 квітня 1916)
- Почесний кубок для переможця у повітряному бою
- Золотий хрест «За військові заслуги» (11 жовтня 1917)
- Королівський орден дому Гогенцоллернів, хрест одержувача з мечами (7 серпня 1918)
- Pour le Mérite (1 листопада 1918)
- Нагрудний знак «За поранення» в сріблі
- Пам'ятний знак пілота (Пруссія)
- Балтійський хрест
- Почесний хрест ветерана війни з мечами